# Champol (Lagrèze)
Marie-Anne Bertille de Beuverand de La Loyère, comtesse de Lagrèze (* 3. Mai 1857 in La Loyère, Département Saône-et-Loire; † 13. September 1927 in Paris) war eine französische Schriftstellerin.

## Leben
Komtesse de Lagrèze war eine Tochter des Juristen Gustave Bascle de Lagrèze (1811–1891) und dessen zweiter Ehefrau.
Sie wurde von Hauslehrern erzogen und heiratete schon früh einen ihrer Cousins, Gaston Bascle de Lagrèze. Mit ihrem Ehemann ließ sie sich später in Paris nieder, wo sie dann auch als Schriftstellerin reüssieren konnte. Ihre ersten Erzählungen erschienen anonym in Zeitschriften wie „L’Ouvrier“ und „Les Veillées“. Ihre ersten Romane, wie z. B. „Madame Melchior“ trugen noch den Namen ihres Ehemannes, später dann benutzte sie das Pseudonym Champol. Unter diesem Nom de Plume erfuhr sie dann auch ihren literarischen Durchbruch, so dass sie diesen Namen bis an ihr Lebensende benutzte.
Komtesse de Lagrèze starb am 13. September 1927 in Paris und fand dort auch ihre letzte Ruhestätte.

## Ehrungen
- 1900: Prix Montyon[1] (Académie française) für ihren Roman „Les Justes“
- 1905: Prix de Jouy (Académie française) für ihren Roman „Sœur Alexandrine“

## Werke (Auswahl)
Erzählungen
- Anaïs Evrard. Réconciliation. Belzébuth. La savant Baudegrain. Paris 1895.

Romane
- Madame Melchior. Paris 1891.
- Le duc Jean. Paris 1896.
  - Deutsch: Herzog Hans. Bachem, Köln 1902 (übersetzt von Eva Sichart)
- Le plus fort. Paris 1897.
- Les Justes. Paris 1899
- Cadette de Gascogne. Paris 1900.
- Les fleurs d’or. Paris 1901.
  - Deutsch: Goldene Blumen. Engelhorn, Stuttgart 1903 (2 Bände, übersetzt von Alwine Fischer)
- La lune rousse. Paris 1903.
- La rivale. Paris 1903.
- Sœur Alexandrine. Paris 1904.
  - Deutsch: Schwester Alexandrine. Bachem, Köln 1917 (übersetzt von Eva Sichart)
- Les deux marquises. Paris 1908.